# Дмитрієв Антон Юрійович
Антон Юрійович Дмитрієв (нар. 1917 — 2008) — радянський механізатор, Герой Соціалістичної Праці (1966)

## Життєпис
З 1932 р. працював рядовим робітником у радгоспі «Металіст» Старобешівського району Сталінської області. В 1934–1935 роках навчався на курсах трактористів при Старобешівської МТС, де і пропрацював трактористом до 1941.
Восені 1941 за розпорядженням депутата Верховної Ради, був направлений військкоматом для евакуації в колгосп ім. Будьонного Теректінского району Західно-Казахстанської області.
У 1944 р. повернувся в рідний колгосп і до 1958 року працював помічником бригадира тракторної бригади колгоспу «Заповіти Ілліча».
За високі врожаї соняшника, успіхи, досягнуті в збільшенні заготовок пшениці, гречки, проса, кукурудзи та інших зернових і кормових культур, Указом Президії Верховної Ради СРСР від 25 червня 1966 Дмитрієву А. Г. присвоєно звання Героя Соціалістичної Праці з врученням Золотої медалі «Серп і молот» і ордена Леніна.
Пішов на пенсію у 1978, але продовжував працювати на посаді завскладом колгоспу «Заповіти Ілліча».

## Нагороди
- Герой Соціалістичної Праці (25.06.1966)
- орден Леніна, орден Трудового Червоного Прапора, орден Жовтневої революції, 2 медалі «За успіхи в соціалістичному господарстві», З медалі «Учаснику Всесоюзної сільськогосподарської виставки», медаль «За доблесну працю», 2 медалі «За успіхи в народному господарстві», срібна медаль «За успіхи в соціалізації сільського господарствп СРСР», медаль «Ветеран праці», значок «Відмінник сільського господарства» (1978).